# Собене-Езёры (гмина)
Собене-Езёры (пол. Sobienie-Jeziory) — сельская гмина (волость) в Польше, входит как административная единица в Отвоцкий повет, Мазовецкое воеводство. Население — 6270 человек (на 2004 год).

## Демография
| Перепись                       | Всего   | Всего | Женщины | Женщины | Мужчины | Мужчины |
| ------------------------------ | ------- | ----- | ------- | ------- | ------- | ------- |
| Единицы                        | человек | %     | человек | %       | человек | %       |
| Население                      | 6270    | 100   | 3122    | 49,8    | 3148    | 50,2    |
| Плотность населения (чел./км²) | 64,4    | 64,4  | 32,1    | 32,1    | 32,3    | 32,3    |

## Сельские округа
1. Дзецинув
2. Гусин
3. Карчунек
4. Новы-Замбжикув
5. Пивонин
6. Пшидавки
7. Радванкув-Крулевски
8. Радванкув-Шляхецки
9. Северынув
10. Седзув
11. Собене-Бискупе
12. Собене-Езоры
13. Собене-Келчевске-Друге
14. Собене-Келчевске-Первше
15. Собене-Шляхецке
16. Стары-Замбжикув
17. Шимановице-Дуже
18. Шимановице-Мале
19. Снядкув-Дольны
20. Снядкув-Гурны[пол.]
21. Снядкув-Гурны-А
22. Варшавице
23. Варшувка
24. Высочин
25. Зузанув

## Соседние гмины
1. Гмина Целестынув
2. Гмина Гарволин
3. Гмина Гура-Кальваря
4. Гмина Карчев
5. Гмина Осецк
6. Гмина Варка
7. Гмина Вильга